# Stadio Pier Luigi Penzo
Stadio Pier Luigi Penzo är en fotbollsstadion i Venedig, Italien. Det är den största idrottsanläggningen i Venedig och hemmaplan för Venezia F.C som idag spelar i Italiens högsta division Serie A. Stadion öppnades 1913 och har fått sitt namn från piloten Pier Luigi Penzo, känd under första världskriget. Det är den näst äldsta stadion som använts kontinuerligt i Italien.